# فورستر هارفي
فورستر هارفي (بالإنجليزية: Forrester Harvey)‏ هو ممثل أيرلندي، ولد في 27 يونيو 1884 بكورك في جمهورية أيرلندا، وتوفي في 14 ديسمبر 1945 بلاغونا بيتش في الولايات المتحدة.

## أعمال

### أفلام
- (1932) مبتسما للأبد
- (1933) سيدة لمدة يوم
- (1935) القبطان بلود
- (1940) أحمق في أكسفورد
- (1940) ريبيكا
- (1941) دكتور جيكل ومستر هايد

## وصلات خارجية
- فورستر هارفي على موقع IMDb (الإنجليزية)
- فورستر هارفي على موقع ألو سيني (الفرنسية)
- فورستر هارفي على موقع أول موفي (الإنجليزية)
- فورستر هارفي على موقع قاعدة بيانات برودواي على الإنترنت (الإنجليزية)
- فورستر هارفي على موقع قاعدة بيانات الأفلام السويدية (السويدية)
- فورستر هارفي على موقع قاعدة بيانات الفيلم (الإنجليزية)
- فورستر هارفي على موقع كينوبويسك (الروسية)